# Jezik (časopis)
Jezik je časopis za kulturu hrvatskoga književnog jezika koji izlazi od 1952. godine.

## Jezik nekoć
Izlazi od 1952. godine, izdavač mu je Hrvatsko filološko društvo, izlazi redovito. Nije izlazio samo jednu godinu, 1960. – 1961., u vrijeme kada se pripremao novosadski pravopis. Isprika zbog neizlaženja bila je, kako je to izrekao tadašnji urednik Ljudevit Jonke, "zbog velike zauzetosti urednika radom na Pravopisu". Međutim, to je bila samo isprika jer je pravi razlog ležao u tom da je Jezik, časopis za kulturu hrvatskoga jezika, trebao postati časopis za kulturu hrvatskoga ili srpskoga jezika - što je bilo u skladu sa zaključcima Novosadskoga dogovora, ali Jezikovo uredništvo nije bilo spremno za takvu promjenu.

## Jezik danas
Danas je Jezik najugledniji hrvatski jezikoslovni časopis, ide u red časopisa s međunarodnom recenzijom i radovi objavljeni u Jeziku po vrsnoći pripadaju A1 radovima. Svoj ugled Jezik duguje visokoj znanstvenoj razini, a opet je zbog jednostavnoga načina pisanja pristupačan širem čitateljskom krugu i besprijekorom hrvatskom jezičnom usmjerenju. Ogroman je prinos i dugogodišnjega urednika, Stjepana Babića čijim je nastojanjima Jezik dosegnuo razinu i ugled koji ima i danas.
Jezik je najdugovječniji hrvatski jezikoslovni časopis, ima najbrojnije čitateljstvo (trenutačno 2 000 pretplatnika; najviše ih je bilo 4 500, a najmanje 1 200), redovito izlazi u pet brojeva godišnje. Svaki se broj sastoji od 40 stranica, što je 200 stranica jezikoslovih radova o suvremenom hrvatskom književnom jeziku godišnje. Jezik ima redovite rubrike: znanstvene i stručne radove, Pitanja i odgovori (gdje se odgovara na pitanja čitatelja, a odgovori su jezični savjeti), Osvrti (prikazi jezikoslovnih knjiga, reakcije na jezična zbivanja, prikazi jezikoslovnih skupova i sl.), Obljetnice (kraći tekstovi o jezikoslovnim obljetnicama - o rođenju ili smrti kojega jezikoslovca; obljetnici važnoga jezikoslovnoga djela ili kakvoga događaja važnoga za hrvatski jezik), Vijesti (kraće zabilješke o novostima i zbivanjima u jezikoslovnom svijetu).

## Urednici i suradnici
Jezik je do sada promijenio tri urednika - prvi je bio Ljudevit Jonke (1952. – 1970.), drugi je Stjepan Babić (1970. – 2005.), treća je urednica, Sanda Ham od 2005. do danas (stanje u siječnju 2009.). U Jezikovu su uredništvu bili najugledniji hrvatski jezikoslovci: Josip Hamm, Mate Hraste, Božidar Finka, Milan Moguš, Radoslav Katičić, Ivo Škarić, Antun Šojat, Mile Mamić, Marko Samardžija, u Uredničkom vijeću: Josip Lisac, Stjepan Vukušić, Zvonimir Junković.
Osim navedenih jezikoslovaca, u Jeziku su surađivali skoro svi hrvatski sljedeći jezikoslovci: Stjepko Težak, Dalibor Brozović, August Kovačec, Vladimir Vratović, Ivo Pranjković, Vladimir Anić, Ivan Zoričić, Marija Znika, Mirko Peti, Dubravka Sesar, Branka Tafra, Sanja Vulić, Milica Mihaljević, Lana Hudeček, Vlasta Rišner, Ljiljana Kolenić, Nataša Bašić, Alemko Gluhak, Mario Grčević, Dubravka Smajić; Leopold Auburger, Stefan Rittgsser, Vinko Grubišić, Jim Hlavač... 

Ratimira Kalmetu pridonio je člancima sa zemljopisnim nazivljem. Surađivao je i Kuzma Moskatelo i drugi.
Od 1952. godine do danas, na Jezikovim se stranicama našlo više od 250 suradnika.

## Nagrade i priznanja
- Ministarstvo znanosti, obrazovanja i športa dodijelilo je u studenome 2011. godine časopisu Jezik nagradu kao jednom od najvrsnijih časopisa u humanističkom znanstvenom području.[1]

## Vanjske poveznice
- Hrčak: Jezik: časopis za kulturu hrvatskoga književnog jezika
- Hrvatsko filološko društvo
- Institut za hrvatski jezik i jezikoslovlje
- Časopis Jezik  Arhivirana inačica izvorne stranice od 18. svibnja 2006. (Wayback Machine)